# Johann Jakob Kees

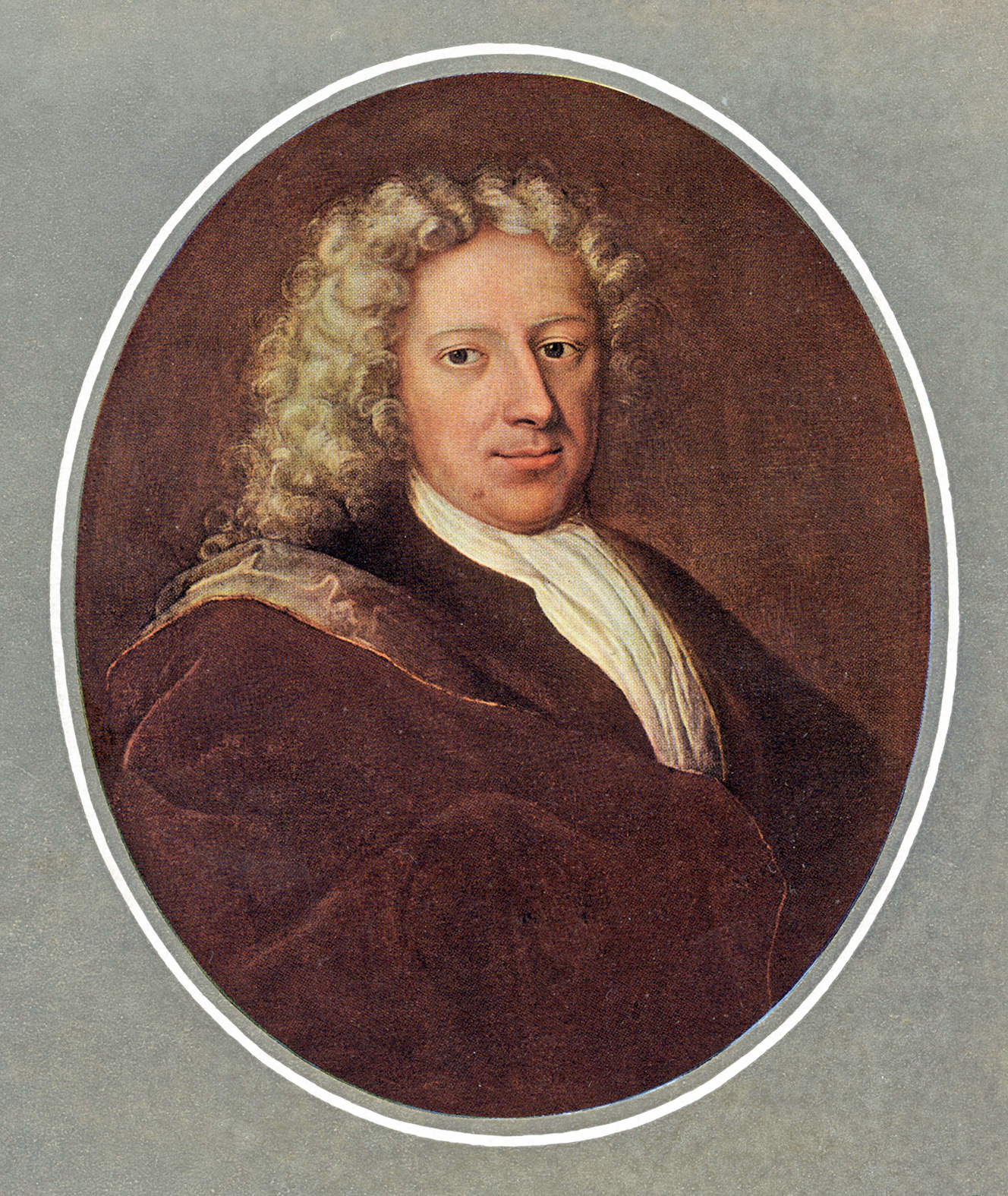
Johann Jakob Kees der Ältere, Gemälde um 1700

Johann Jakob Kees (auch Käse, Käß oder Keese) (* 10. Mai 1645 in Lindau; †  20. September 1705 in Leipzig), zur Unterscheidung von seinem gleichnamigen Sohn auch der Ältere genannt, war ein Leipziger Handelsherr und kursächsischer Oberpostmeister.

## Leben
Johann Jakob Kees war der Sohn der Lindauer Handelsherrn Hans Konrad Käß (* 1588) und seiner Ehefrau Barbara, geborene Schnell (* 1616). Johann Jakob Kees kam um 1662 nach Leipzig und trat in das Handelsgeschäft seines ebenfalls aus Lindau stammenden Onkels väterlicherseits Andreas Egger ein. Auf einer Bildungsreise in die Schweiz und nach Italien lernte er das dortige bessere Post- und Verkehrswesen kennen.
1675 heiratete er in Leipzig Elisabeth, geborene Weiße (1658–1684), mit der er zwei Söhne und drei Töchter hatte. In zweiter Ehe heiratete er 1686 Johanna Maria, geborene Rappold (1668–1723).
Nach dem Tode seines Onkels 1684 führte Kees für dessen Witwe und deren Sohn Gottfried Egger das Handelsunternehmen weiter, und 1687 war er Alleininhaber. Er organisierte die Leipziger Kaufmannschaft im Handelskollegium, aus dem später die Handelskammer hervorging, bemühte sich um Verbesserungen im Postwesen, das ja auch den Personentransport beinhaltete, und war wiederholt in Handels-, Münz- und Postfragen als Ratgeber tätig. 1689 wurde zum Kommerzienrat ernannt, außerdem war er zeitweise Leipziger Ratsherr und später auch städtischer Baumeister.
Ab 1679 war Gottfried Egger sächsischer Oberpostmeister mit dem Amtssitz in Leipzig. Von 1684 an hatte Ludwig Daser diese Funktion inne, ehe sie 1691 an Johann Jakob Kees ging. Er initiierte ein Jahr später in Dresden eine Konferenz mit Vertretern der Reichspost und der österreichischen Landespost. 1693 wurde unter Kees Leipzig die postalische Zentralbehörde für Kursachsen. Mit dem Amtsantritt Augusts des Starken 1694 erhielt Daser die Stellung zurück. Die Post war jeweils an die Oberpostmeister verpachtet. Schon 1696 erhielt sie wieder Johann Jakob Kees für 12.000 Taler pro Jahr. Unter Kees wurde die erste sächsische Feldpostordnung sowie eine neue Post- und Taxordnung ausgearbeitet und der Ausbau der Binnen- und Fernlinien maßgeblich gefördert. 1704 erschien eine Post-Landkarte Sachsens. Ab 1701 war sein Sohn aus der ersten Ehe, Johann Jakob Kees der Jüngere (1677–1726), Vizeoberpostmeister.

## Nachfolge
Nach dem Tode seines Vaters wurde Johann Jakob Kees der Jüngere 1706 Oberpostmeister. 1712 wurde die sächsische Post in Staatsregie übernommen, und Kees erhielt neben dem Titel „Hof- und Justizrat“ eine Abfindungssumme von 150.000 Talern. Mit diesem Geld kaufte er das Rittergut Zöbigker südlich von Leipzig. Er ließ Gut und Park gründlich erneuern, im Dorf neue Gebäude errichten und die Kirche Zöbigker umbauen. Zöbigker wurde zum Stammsitz der Familie Kees, den sie bis 1945 innehatte. Auch das Gut Große Funkenburg in Leipzig ließ er durch David Schatz neu aufführen. 1861 erwarb die Familie auch noch das Gut im benachbarten Gautzsch, dessen Park heute noch der Kees’sche Park genannt wird. Zöbigker und Gautzsch gehören heute zu Markkleeberg. Kaum eine Familie hat die Geschichte der Markkleeberger Dörfer vom 17. Jahrhundert bis in die Zeit vor dem Zweiten Weltkrieg so tief geprägt wie die Familie Kees.
Die Familie Kees, obwohl hier nicht mehr ansässig, hat auch heute noch Verbindungen zur Stadt Markkleeberg. Am 26. März 2004 ehrte die Stadt Markkleeberg Bernhard Jakob Kees für seine Verdienste um das Gemeinwohl mit der Ehrenmedaille und dem Eintrag in das Goldene Buch der Stadt. Er hatte zahlreiche bedeutsame und kostbare historische Dokumente aus dem Familienbesitz der Öffentlichkeit übereignet.